# 1993–1994-es dán labdarúgó-bajnokság (első osztály)
Az 1993–1994-es Danish Superliga volt a 4. alkalommal megrendezett, legmagasabb szintű labdarúgó-bajnokság Dániában.
A címvédő a København volt. A szezont a Silkeborg csapata nyerte, a bajnokság történetében először.

## 1. szakasz
| Hely. | Csapat        | M  | Gy | D  | V  | G+ | G– | Gk  | P  | Továbbjutás vagy kiesés      |
| ----- | ------------- | -- | -- | -- | -- | -- | -- | --- | -- | ---------------------------- |
| 1.    | Silkeborg     | 18 | 9  | 7  | 2  | 34 | 20 | +14 | 25 | Továbbjutott a 2. szakaszba  |
| 2.    | Odense        | 18 | 9  | 6  | 3  | 27 | 16 | +11 | 24 | Továbbjutott a 2. szakaszba  |
| 3.    | København     | 18 | 10 | 2  | 6  | 32 | 22 | +10 | 22 | Továbbjutott a 2. szakaszba  |
| 4.    | Brøndby       | 18 | 7  | 6  | 5  | 32 | 24 | +8  | 20 | Továbbjutott a 2. szakaszba  |
| 5.    | Lyngby        | 18 | 5  | 10 | 3  | 19 | 23 | −4  | 20 | Továbbjutott a 2. szakaszba  |
| 6.    | Aalborg       | 18 | 4  | 9  | 5  | 28 | 25 | +3  | 17 | Továbbjutott a 2. szakaszba  |
| 7.    | Ikast (F)     | 18 | 5  | 7  | 6  | 31 | 29 | +2  | 17 | Továbbjutott a 2. szakaszba  |
| 8.    | Aarhus        | 18 | 5  | 5  | 8  | 30 | 31 | −1  | 15 | Továbbjutott a 2. szakaszba  |
| 9.    | Næstved (O)   | 18 | 3  | 4  | 11 | 28 | 46 | −18 | 10 | Továbbjutott az osztályozóba |
| 10.   | Viborg (F, K) | 18 | 3  | 4  | 11 | 25 | 50 | −25 | 10 | Továbbjutott az osztályozóba |

### Osztályozó
Az osztályozóban a Viborg csapata kiesett a másodosztályba, míg a Næstved bent maradt az első osztályban.

### Mérkőzések
| Hazai \ Vendég | AGF | BIF | FCK | IFS | LBK | NIF | OB  | SIF | VFF | AAB |
| -------------- | --- | --- | --- | --- | --- | --- | --- | --- | --- | --- |
| Aarhus         | —   | 3–1 | 1–2 | 2–2 | 0–0 | 4–0 | 2–2 | 1–2 | 6–0 | 2–1 |
| Brøndby        | 2–0 | —   | 0–1 | 1–1 | 1–1 | 5–0 | 4–2 | 3–0 | 3–1 | 1–1 |
| København      | 2–0 | 3–1 | —   | 0–3 | 0–1 | 0–0 | 0–1 | 1–2 | 4–1 | 2–0 |
| Ikast          | 2–2 | 0–1 | 2–3 | —   | 1–1 | 5–2 | 1–0 | 2–2 | 3–0 | 2–1 |
| Lyngby         | 3–1 | 0–0 | 1–1 | 2–0 | —   | 2–2 | 0–0 | 2–2 | 2–0 | 1–0 |
| Næstved        | 3–2 | 1–2 | 2–4 | 3–2 | 8–2 | —   | 0–2 | 1–1 | 1–2 | 2–3 |
| Odense         | 3–0 | 2–1 | 1–0 | 1–1 | 0–0 | 3–1 | —   | 2–0 | 4–0 | 0–0 |
| Silkeborg      | 0–0 | 4–2 | 4–1 | 3–1 | 3–0 | 0–0 | 3–0 | —   | 1–0 | 2–2 |
| Viborg         | 2–3 | 2–2 | 2–7 | 3–1 | 1–1 | 5–2 | 2–3 | 0–3 | —   | 2–2 |
| Aalborg        | 4–1 | 2–2 | 0–1 | 2–2 | 3–0 | 2–0 | 1–1 | 2–2 | 2–2 | —   |

## 2. szakasz
| Hely. | Csapat        | M  | Gy | D | V | G+ | G– | Gk  | P  | Továbbjutás vagy kiesés |
| ----- | ------------- | -- | -- | - | - | -- | -- | --- | -- | ----------------------- |
| 1.    | Silkeborg (B) | 14 | 8  | 2 | 4 | 23 | 15 | +8  | 18 | BL, selejtező           |
| 2.    | København     | 14 | 8  | 2 | 4 | 27 | 19 | +8  | 18 | UEFA-kupa, selejtező    |
| 3.    | Brøndby       | 14 | 6  | 5 | 3 | 21 | 14 | +7  | 17 | KEK, 1. forduló         |
| 4.    | Odense        | 14 | 5  | 5 | 4 | 17 | 16 | +1  | 15 | UEFA-kupa, selejtező    |
| 5.    | Aalborg       | 14 | 4  | 6 | 4 | 18 | 19 | −1  | 14 |                         |
| 6.    | Lyngby        | 14 | 5  | 1 | 8 | 17 | 21 | −4  | 11 |                         |
| 7.    | Ikast         | 14 | 3  | 5 | 6 | 16 | 23 | −7  | 11 |                         |
| 8.    | Aarhus        | 14 | 3  | 2 | 9 | 11 | 23 | −12 | 8  |                         |

### Mérkőzések
| Hazai \ Vendég | AGF | BIF | FCK | IFS | LFC | OB  | SIF | AAB |
| -------------- | --- | --- | --- | --- | --- | --- | --- | --- |
| Aarhus         | —   | 0–2 | 0–1 | 2–4 | 0–1 | 2–1 | 0–3 | 1–1 |
| Brøndby        | 2–1 | —   | 1–0 | 2–2 | 2–1 | 0–0 | 2–2 | 1–1 |
| København      | 1–3 | 2–1 | —   | 2–1 | 3–0 | 1–1 | 4–1 | 3–3 |
| Ikast          | 0–1 | 1–1 | 0–2 | —   | 2–2 | 0–0 | 0–3 | 1–4 |
| Lyngby         | 4–1 | 2–1 | 0–3 | 1–2 | —   | 2–0 | 4–1 | 0–1 |
| Odense         | 2–0 | 0–3 | 3–2 | 2–2 | 1–0 | —   | 3–0 | 2–1 |
| Silkeborg      | 1–0 | 1–0 | 5–0 | 0–1 | 2–0 | 1–0 | —   | 2–0 |
| Aalborg        | 0–0 | 1–3 | 0–3 | 1–0 | 2–0 | 2–2 | 1–1 | —   |

## Statisztikák

### Góllövőlista
| Rank | Player            | Club      | Goals |
| ---- | ----------------- | --------- | ----- |
| 1    | Søren Frederiksen | Silkeborg | 18    |
| 2    | Ove Hansen        | Ikast     | 16    |
| 3    | Lars Højer        | København | 13    |
| 3    | Mark Strudal      | Brøndby   | 13    |
| 5    | Erik Bo Andersen  | Aalborg   | 12    |
| 5    | Heine Fernandez   | Silkeborg | 12    |
| 7    | Søren Andersen    | Aarhus    | 10    |
| 7    | Søren Juel        | Næstved   | 10    |
| 7    | Alphonse Tchami   | Odense    | 10    |
| 7    | Thomas Thøgersen  | Brøndby   | 10    |
| 7    | Martin Johansen   | København | 10    |